# Podturen
Podturen est un village et une municipalité située dans le comitat de Međimurje, en Croatie. Au recensement de 2001, la municipalité comptait 4 392 habitants, dont 94,81 % de Croates et le village seul comptait 1 542 habitants.

## Localités
La municipalité de Podturen compte 6 localités :
- Celine
- Ferketinec
- Miklavec
- Novakovec
- Podturen
- Sivica